# Condado de Grant (Virginia Occidental)
El condado de Grant (en inglés: Grant County), fundado en 1866, es uno de los 55 condados del estado estadounidense de Virginia Occidental. En el año 2000 tenía una población de 11.299 habitantes con una densidad poblacional de 9 personas por km². La sede del condado es Petersburg.

## Geografía
Según la Oficina del Censo, el condado tiene un área total de 1243 km² (479,9 mi²), de la cual 1235 km² (476,8 mi²) es tierra y 8 km² (3,1 mi²) (0.62%) es agua.

### Condados adyacentes
- Condado de Mineral - noreste
- Condado de Hardy - este
- Condado de Pendleton - sur
- Condado de Randolph - suroeste
- Condado de Tucker - oeste
- Condado de Preston - noroeste
- Condado de Garrett - noroeste

### Carreteras
- U.S. Highway 50
- U.S. Highway 220
- Ruta de Virginia Occidental 28
- Ruta de Virginia Occidental 42
- Ruta de Virginia Occidental 55
- Ruta de Virginia Occidental 93

## Demografía
En el 2000 la renta per cápita promedia del condado era de $28,916, y el ingreso promedio para una familia era de $33,813. En 2000 los hombres tenían un ingreso per cápita de $24,796 versus $18,354 para las mujeres. El ingreso per cápita para el condado era de $15,696. Alrededor del 16.30% de la población estaba bajo el umbral de pobreza nacional.

## Comunidades

### Ciudades y pueblos incorporados
- Bayard
- Petersburg

### Comunidades no incorporadas
| - Arthur - Bismarck - Cabins - Dobbin | - Dorcas - Fairfax - Forman | - Gormania - Greenland - Henry | - Hopeville - Lahmansville - Maysville | - Medley - Mount Storm - Old Arthur | - Scherr - Williamsport - Wilsonia |